# Fospropofol
Fospropofol é um fármaco utilizado pela medicina como hipnótico. Toda uma linha de derivados hidrossolúveis do indutor anestésico propofol foram desenvolvidas, das quais o fospropofol foi considerada a mais promissora para o desenvolvimento clínico. Veiculado em solução lipídica é metabolizado pelo fígado. Esse fato significa que os níveis sanguíneos de propofol depois da administração de fospropofol são mais baixos que os de uma dose equipotente de propofol, sendo que os efeitos clínicos são mais sustentados. Deve ser administrado em infusão contínua. Frequentemente, o fospropofol é administrado conjuntamente com um opioide, como o fentanil.
Possui efeitos de depressão sobre o miocárdio e no sistema respiratório que são dependentes, da dose assim sendo, a dose deve ser titulada lentamente até que o paciente perca o reflexo palpebral (o que acontece antes da perda da consciência). A titulação deve ser iniciada com uma dose de indução da inconsciência e depois passa a fase de manutenção em bolos.

## Contraindicações
É contra indicado em pessoas com cirrose por ser metabolizada no fígado, é contraindicação absoluta em neonatos, sob risco de causar acidose lática, sua utilização se torna segura a partir de 1 ano de idade. Pode diminuir a resistência vascular periférica e a pressão arterial sistólica.